# Karl V. (Oper)
Karl V. (op. 73) ist eine Oper von Ernst Krenek. Krenek selbst bezeichnete das Werk als „Bühnenwerk mit Musik in zwei Teilen“. Die Uraufführung fand am 22. Juni 1938 im Neuen Deutschen Theater Prag in der Inszenierung von Friedrich Schramm statt. Es ist die erste abendfüllende Oper, die vollständig in Zwölftontechnik komponiert wurde. Das Werk handelt von den letzten Tagen Karls V., Kaiser des Heiligen Römischen Reichs Deutscher Nation. Nach seiner Abdankung hat er sich in ein spanisches Kloster zurückgezogen und lässt die wichtigsten Stationen seines Lebens Revue passieren. Sein Beichtvater Juan de Regla soll beurteilen, ob er dabei im Sinne Gottes gehandelt hat.

## Inhalt
Die Handlung basiert auf dem Leben Karls V., Kaiser des Heiligen Römischen Reichs Deutscher Nation. Krenek benutzt die historischen Figuren und Ereignisse aus dem Leben des Kaisers und bezieht sie auf seine Gegenwart. In seiner Ausarbeitung legt er den Fokus auf das Scheitern Karls V., ein christliches Weltreich zu schaffen. Krenek bleibt in seiner Bearbeitung des Stoffes nahe an der historischen Vorlage. Nahezu alle Personen, bis auf die Uhren, die Geister und Nebenfiguren (wie beispielsweise Solimans Hofastrolog) sind historisch belegt.

### Erster Teil
Karl V. hat abgedankt und hofft auf einen ruhigen Lebensabend im Kloster San Geronimo de Yuste. Es ertönt die Stimme Gottes aus dem Bild Tizians im Hintergrund. Diese erinnert ihn, dass er die Welt im Zeichen Gottes einigen sollte. Er wird sich vor Gottes Gericht für seine Taten rechtfertigen müssen. Karl zweifelt daraufhin an seinen Handlungen und ruft den jungen Mönch Juan de Regla zu sich, der als Vertreter Gottes Karls Taten prüfen soll. Karl erzählt daraufhin die wichtigsten Ereignissen seines Lebens.
Seine Erinnerungen erscheinen ihm als Visionen.
Die erste Erinnerung zeigt Karls Mutter Juana. Juana hält ihren toten Mann für lebendig, weshalb man sie für wahnsinnig hält. Sie gibt Karl einen wurmstichigen Apfel. Dieser sei wie das Leben, in dessen Innersten immer der Tod sitzt.
Als Nächstes erscheint ihm Martin Luther vor dem versammelten Reichstag zu Worms. Luther übt Kritik am Papst und wird von den Klerikern als Ketzer und Rebell verurteilt. Die fordern Luthers Tod, doch Karl gibt ihn frei. Nur predigen darf er nicht mehr.
Juan wirft Karl vor, er habe durch die Begnadigung Luthers die Einheit der Christen gefährdet.
Die dritte Erinnerung zeigt, wie Franz I., König von Frankreich, aus der Gefangenschaft heraus mit Hilfe seines Verbündeten Frangipani bei Sultan Soliman Hilfe sucht. Er wurde von Karl gefangen genommen, nachdem es in der Schlacht von Pavia zum Schlagabtausch zwischen den habsburgischen Truppen und den Soldaten von Franz kam.
Juan de Regla unterbricht Karls Erinnerung. Er kritisiert Karls kostspielige Kriegsführung. Dies löst die Erinnerung an Pizarro aus:
Karl erinnert sich an den Einzug Pizarros in Sevilla. Das spanische Volk ist geblendet von den Schätzen, die in Amerika erobert wurden. Karl bemerkt zwar, dass das Gold mit „blutiger Hand“ in den Besitz Pizarros kam, doch da es der Bekämpfung der Ungläubigen diene, würde Pizarros Grausamkeit entsühnt werden. Das Volk reagiert bestürzt, als es hört, dass sie von den Schätzen nichts abhaben sollen, sondern diese gänzlich für Karls Kriege genutzt werden.
Wieder erscheint Franz, nun in seiner Haft in Madrid. Karl beteuert, dass es ihm nicht möglich war, mit dem französischen König Frieden zu schließen, denn dieser lehnte alles ab, was Karl ihm bot. Franz stellt das Wohl seines Volkes über die Einheit der Welt, die Karl anstrebt. Die spanischen Damen sind entzückt von Franz und bedauern seine Haft. Darunter Eleonore, die sich in Franz verliebt hat. Karl gibt nach und erlaubt ihr, Franz zu heiraten. Zur Mitgift erhält er Burgund zurück, das Franz an Karl verloren hatte. Die Heirat sollte Frieden bringen, doch Franz hintergeht Karl nach der Hochzeit mit Eleonore, indem er alle Abmachungen bricht.
In der nächsten Erinnerung erscheinen Papst Clemens und ein Kardinal. Sie sprechen über Karl, dessen Plan, der Vereinigung der Christen in einem ungeteilten Reich, sie als bedrohlich betrachten. Sie werden von deutschen Landsknechten unterbrochen, die in Rom einfallen und es plündern, da sie von Karl nicht gerecht entlohnt wurden.
Karl erscheint seine Frau Isabella auf dem Sterbebett. Die Erinnerung an den Tod seiner Frau lösen bei Karl einen Schwächeanfall aus. Er bricht zusammen. Juan de Regla ruft nach seinem Leibarzt Henri Mathys.

### Zweiter Teil
In Traumbilder versunken erscheint Karl erneut Luther, der von der Reformation und ihren Folgen erzählt. Währenddessen tauschen sich der Jesuit Francisco Borgia, Juan de Regla und Eleonore über Karls Zustand aus. Eleonore erzählt dabei von ihrem Leiden am Pariser Hof. Als Karl erwacht, erinnert er sich an die Ereignisse in der Schlacht bei Mühlberg.
In dieser Schlacht siegte Karl über die Protestanten. Karl verkündete, dass nun alle Menschen friedlich in einem christlichen Weltreich zusammenleben werden. Doch lehnen die Deutschen den Katholizismus ab und rüsten sich zum Gegenangriff. Mit dem Chor „Wir aber wollen Deutsche sein, nicht Weltbürger […]“ entgegnen sie dem kaiserlichen Begehren. Sie wenden sich an Moritz von Sachsen, sie zu befreien. In Innsbruck entgeht Karl nur knapp einer Gefangennahme durch das aufgewühlte Volk. Das Ende von Karls Imperium wird durch den Chor verkündet.
Ihm erscheinen Sultan Soliman und sein Hofastrolog. Soliman spricht mit ihm über das Ende von Karls Reich. Er freut sich, dass in Europa kein einheitliches Reich zustande gekommen ist und sich die Völker gegenseitig bekämpfen.
In seiner letzten Erinnerung flieht Karl von Innsbruck nach Wien. Sein Bruder Ferdinand erzählt ihm, dass er mit den Protestanten in Verhandlungen getreten ist und sie sich kompromissbereit zeigen. Karl überlässt Ferdinand die Nachfolge über sein Reich. „Diese Welt, aus Gottes einer Hand gefallen […], spaltet sich in immer mehr und tiefer fremde Teile und zerfällt in traurige Verwirrung.“ Dies ist die letzte Erinnerung.
Borgia wirft ihm vor, er habe seine Mission zu schnell aufgegeben. Karl weist den Vorwurf zurück. Er wollte den Globus in seiner Hand halten und mit dem Kreuze Christi krönen, dieser war jedoch wie der wurmstichige Apfel von innen zerfressen. Borgia verharrt auf seinen Standpunkt: es sei Karls alleinige Schuld, dass der Auftrag nicht erfüllt wurde.
Karl liegt im Sterben. Bei ihm sind Borgia, Eleonore und Juan. Außerdem vier Uhren, die die abgelaufenen Lebenszeit Karls symbolisieren. Während Juan sich fragt, ob Karl überhaupt anders hätte handeln können, fordert Borgia den sterbenden Karl auf, seine Taten zu bereuen. Karl entgegnet ihm mit den Worten „Immer weiter! Zu Gott! Das ist der Augenblick! Jesus!“ und Juan bemerkt: „Unvollendet ist sein Werk.“

## Musik
Krenek greift in der musikalischen Ausarbeitung das Thema der Oper, die „Einheit in der Vielheit“, auf. Diese Idee sollte sich auch in der Musik widerspiegeln. Auf der Suche nach einer geeigneten musikalischen Form, gelangte er zur Zwölftontechnik. Man betrachtete die Zwölftontechnik als ein Symbol von Einheit, da alle zwölf Töne gleichwertig behandelt werden.
Die Zwölftonreihe Karls V. prägt das gesamte Stück. In unzähligen Variationen ist sie in der Musik der Oper wiederzufinden.

### Instrumentation
Die Orchesterbesetzung der Oper enthält die folgenden Instrumente:
- Holzbläser: zwei Flöten (beide auch Piccolo), zwei Oboen, drei Klarinetten (1. und 2. auch Altsaxophon, 3. auch Bassklarinette), zwei Fagotte
- Blechbläser: vier Hörner, zwei Trompeten, zwei Posaunen, Basstuba
- Pauken, Schlagzeug (vier Spieler): kleine Trommel, große Trommel, hohe Wirbeltrommel, Wirbeltrommel, Militärtrommel, Holztrommel, Rührtrommel, Becken, hängendes Becken, kleiner Gong, großer Gong, Tamtam, Triangel, Tamburin, Kastagnetten, Herdenglocken, Xylophon, Glockenspiel, Glocken
- Harfe
- Mandoline
- Streicher
- Bühnenmusik: mehrere Trompeten, vier kleine Glocken, Becken, Donnermaschine, Donnerblech

## Werkgeschichte

### Entstehung und zeitgeschichtliche Einordnung
Anfang der 1930er Jahre unterbreitete Clemens Krauss, Intendant der Wiener Staatsoper, Krenek den Vorschlag, eine Oper über eine historische Person zu komponieren. Krenek wählte das Leben Kaiser Karls V. für seine nächste Oper, da ihn dieses schon seit seiner Schulzeit inspirierte. In den Jahren 1931/32 beschäftigte sich Krenek mit historischen Studien zur Person Karls V. und seinem Reich. Bereits im Juli 1932 begann er mit der Komposition des Werks, die er im Mai 1933 abschloss. Die Uraufführung war für den Februar 1934 an der Wiener Staatsoper geplant. Krauss war vom Werk begeistert und plante eine Mehrfach-Uraufführung zusammen mit mehreren großen deutschen Bühnen. Dieser Plan wurde durch die Machtergreifung Adolf Hitlers 1933 zerschlagen. So blieb Wien die einzige Stadt, die die Uraufführung des Werks weiterhin plante. Doch auch hier sollten die zunehmend stärker werdenden rechtsextremen Tendenzen die Aufführung gefährden. Der Fagottist der Wiener Staatsoper und Mitglied der Heimwehr Hans Burghofer beeinflusste seine Orchesterkollegen, die Uraufführung des Werkes zu boykottieren. Gleichzeitig übte der Komponist und Publizist Joseph Rinaldini, ebenfalls Mitglied der Heimwehr, Druck auf den Intendanten Clemens Krauss auf und hetzte Medien gegen das Werk. Schlussendlich gab Krauss nach und sagte die Uraufführung ab. Offiziell machte er die kurze Probenzeit und die schwere Spielbarkeit des Werks für seine Entscheidung verantwortlich.
Krenek stand seit der Machtergreifung Adolf Hitlers Ende Januar 1933 auf den Schwarzen Listen der Nationalsozialisten.
Am 22. Juni 1938 wurde die Oper im Neuen Deutschen Theater in Prag uraufgeführt. Verantwortlich dafür waren Intendant Paul Eger, Dirigent Karl Rankl und Regisseur Friedrich Schramm, die mit Aufführung des Werks ein politisches Zeichen setzen wollten. Krenek blieb der Uraufführung, wie es heißt aus organisatorischen Gründen, fern. Knapp zwei Monate später ging er ins Exil in die USA.

### Aufführungsgeschichte

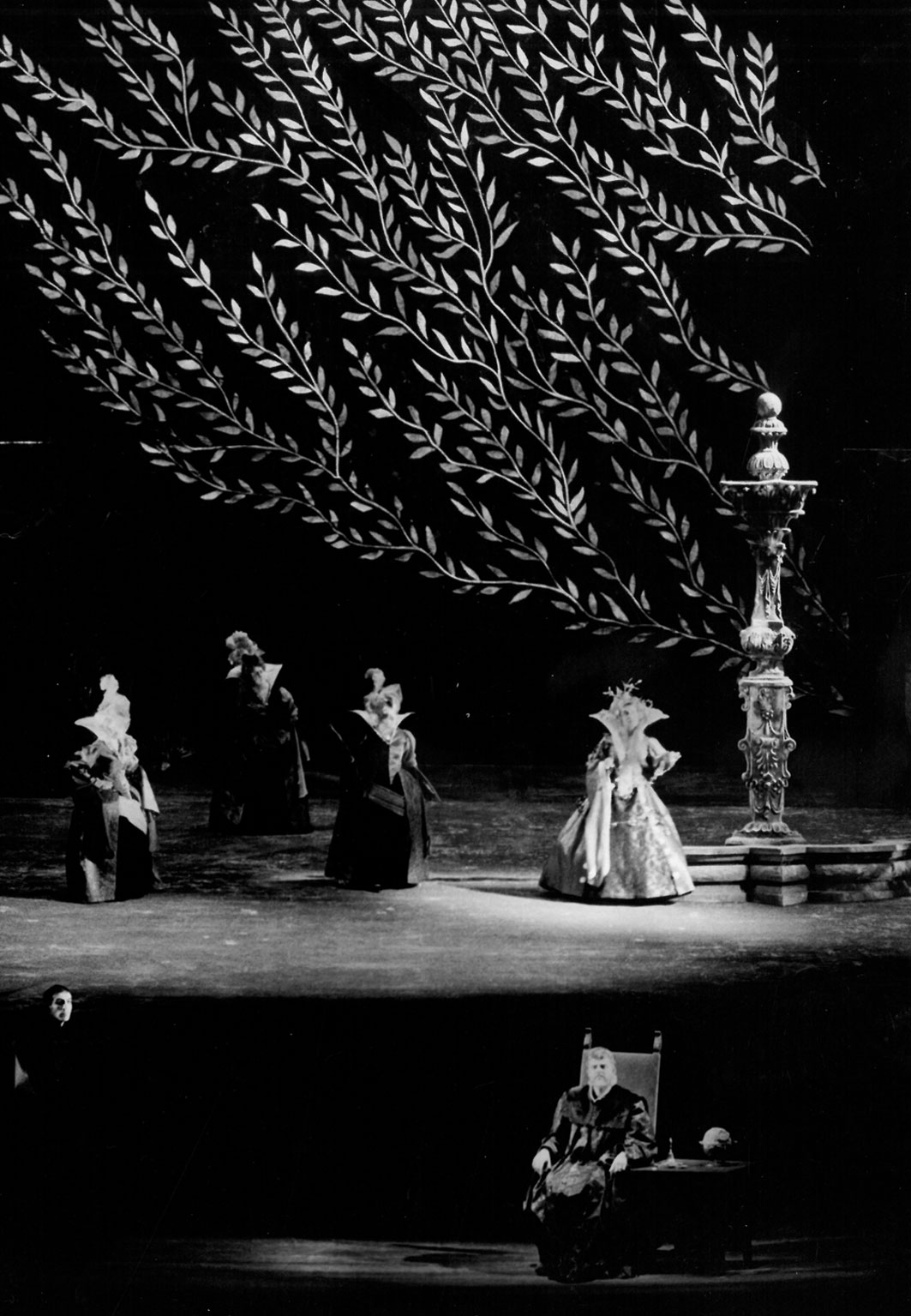
Karl V. 1965 an der Bayerischen Staatsoper in der Inszenierung von Hans Hartleb

Nach der vereitelten Uraufführung im Jahr 1934 und einem weiteren gescheiterten Versuch in Zürich 1936 kam es zu folgenden Aufführungen:
- UA 1938 Neues Deutsches Theater Prag
- 1950 Städtische Bühnen Essen (Regie: Hans Hartleb)
- 1951 Konzerthaus Wien
- 1958 Deutsche Oper am Rhein, Düsseldorf
- 1960 Österreichischer Rundfunk (konzertant)
- 1965 Bayerische Staatsoper München (Regie: Hans Hartleb, Dirigent: Reinhard Peters, Karl: Kieth Engen, Eleonore: Annelie Waas)
- 1969 Steirischer Herbst in Graz (Regie: Hans Hartleb, Dirigent: Berislav Klobučar)
- 1970 Opernhaus Zürich (Regie: Imo Moszkowicz, Dirigent: Ferdinand Leitner)
- 1971 Stadttheater Aachen (Regie: Hans Hartleb)
- 1971 Staatstheater Braunschweig
- 1978 Staatstheater Darmstadt (Regie: Günther Krämer, Dirigent: Karl-Heinz Bloemeke)
- 1980 Salzburger Festspiele (konzertant; Dirigent: Gerd Albrecht)
- 1984 Wiener Staatsoper (Regie: Otto Schenk, Dirigent: Erich Leinsdorf)
- 2000 Beethovenfest Bonn (konzertant; Dirigent: Marc Soustrot)
- 2008 Bregenzer Festspiele (Regie: Uwe Eric Laufenberg, Dirigent: Lothar Koenigs)
- 2019 Bayerische Staatsoper (Regie: La Fura dels Baus, Dirigent: Erik Nielsen)